# Гловер, Беверли
Беверли Гловер (Beverley Jane Glover; род. 7 марта 1972) — британский ботаник.
Доктор философии (1997).
С 2013 года профессор Кембриджского университета и директор Cambridge University Botanic Garden (первая женщина на этом посту за его почти 300-летнюю историю).
Фелло Лондонского Линнеевского общества (2010).

## Биография
Окончила Сент-Эндрюсский университет (бакалавр, 1993).
В 1997 году получила степень доктора философии в Университете Восточной Англии, занималась в John Innes Centre у Кэти Мартин, диссертация — «Cellular Differentiation in Plants». С 1996 года в Кембридже, первоначально до 1999 года младший исследовательский фелло Куинз-колледжа, затем лектор, с 2005 года старший лектор, с 2010 года ридер.
С 2015 года член совета попечителей Королевского ботанического сада Эдинбурга. Член редколлегии Current Biology.
Отмечена медалью двухсотлетия Линнеевского общества (2010) и William Bate Hardy Prize Кембриджского философского общества (2010).
Её книга «Understanding Flowers and Flowering: An Integrated Approach» (Oxford University Press, 2007) отмечена Marsh Book of the Year Award Британского экологического общества (2009).